# Tom Ellis
Thomas John Ellis (ur. 17 listopada 1978 w Cardiff) – brytyjski aktor telewizyjny i filmowy. W latach 2016–2021 występował jako Lucyfer Morningstar w serialu Fox/Netflix Lucyfer.

## Życiorys

### Wczesne lata
Urodził się w Cardiff w Walii jako jedyny syn i jedno z czwórki dzieci pastora Kościoła Baptystów – Christophera Johna Ellisa i jego żony Marilyn Jean (z domu Hooper). Jego stryj (starszy brat ojca), Robert Anthony Ellis, to także pastor Kościoła Baptystów, teolog i dyrektor Regent Park College w Oksfordzie w Anglii. Jego dziadkowie to John Ellis (syn Emmie Ellis) i Joyce Doreen Jones. Dorastał z trzema siostrami. Uczęszczał do High Storrs School w Sheffield. Był waltornistą w City of Sheffield Youth Orchestra. Obsługiwał Sheffield Wednesday Football Club. Studiował aktorstwo w Royal Scottish Academy of Music and Drama w Glasgow.

### Kariera
Zadebiutował na małym ekranie w roli Franka Bennetta w filmie BBC Nice Guy Eddie (2001). Wystąpił w telewizyjnej adaptacji powieści Charlesa Dickensa Życie i przygody Nicholasa Nickleby (The Life and Adventures of Nicholas Nickleby, 2001) u boku Jamesa D’Arcy’ego i Charlesa Dance’a jako John Browdie. W serialu BBC One Pasja (The Passion, 2008) zagrał postać apostoła Filipa.
Rozpoznawalność zdobył dzięki roli Gary’ego Prestona w serialu Miranda (2009–2015). Międzynarodową rozpoznawalność przyniosła mu rola Lucyfera Morningstara w serialu Fox / Netflix Lucyfer (Lucifer, 2016–2021).

## Życie prywatne
Z nieformalnego związku z Estelle Morgan ma córkę, Norę Ellis (ur. 2005). 11 czerwca 2006 poślubił starszą o dziewięć lat Tamzin Outhwaite, z którą ma dwie córki: Florence Elsie (ur. 17 czerwca 2008) i Marnie Mae (ur. 1 sierpnia 2012). 28 kwietnia 2014 rozwiódł się z żoną. 1 czerwca 2019 ożenił się z Meaghan Oppenheimer.

## Filmografia

### Filmy fabularne
- 2001: Nicholas Nickleby (The Life and Adventures of Nicholas Nickleby, TV) jako John Browdie
- 2001: Damy i bandyci (High Heels and Low Lifes) jako policjant
- 2001: Buffalo Soldiers jako Squash
- 2003: Pollyanna jako Timothy
- 2003: I ja tam będę (I’ll Be There) jako Ivor
- 2004: Vera Drake jako policjant
- 2008: Zajście awaryjne (Miss Conception) jako Zak

### Seriale TV
- 2001–2002: Nice Guy Eddie jako Frank Bennett
- 2005: Morderstwa w Midsomer (Midsomer Murders) jako Lee Smeeton
- 2006: EastEnders jako dr Oliver Cousins
- 2007: Gotowe na więcej (Suburban Shootout) jako P.C. Haines
- 2007: Doktor Who – odc. „Ostatni z Władców Czasu” jako Thomas Milligan
- 2008: Pasja (The Passion) jako Filip Apostoł
- 2009: Poniedziałek, poniedziałek (Monday Monday) jako Steven
- 2009–2015: Miranda jako Gary Preston
- 2010: Przygody Merlina (Merlin) jako król Cenred
- 2010: Oskarżeni (Accused) jako Neil
- 2013: Dawno, dawno temu (Once Upon a Time) jako Robin Hood (1 odcinek)
- 2013: Poirot (Agatha Christie: Poirot) – odc. 3  „Zbrodnia na festynie” (Dead Man’s Folly) jako detektyw Bland
- 2014: Rush jako dr William P. Rush
- 2015: Wirus (The Strain) jako Rob Bradley
- 2016–2021: Lucyfer (Lucifer) jako Lucifer Morningstar / Michael Demiurgos
- 2019: Flash (The Flash) jako Lucifer Morningstar